# 西田修平
西田 修平（にしだ しゅうへい、1910年（明治43年）3月21日 - 1997年（平成9年）4月13日）は、日本の元陸上競技選手。和歌山県東牟婁郡那智村（現・那智勝浦町）出身。1936年ベルリンオリンピック銀メダリスト。早稲田大学理工学部卒業。

## 略歴
弁護士・西田郁平と楠枝の長男として生まれる。旧制和歌山中学校（現・和歌山県立桐蔭高等学校）を卒業後、織田幹雄に感化されて第一早稲田高等学院に進学。棒高跳のエキスパートとして知られ、大学在学中に1932年ロサンゼルスオリンピックに出場。銀メダルを得た。早稲田大学理工学部機械工学科を卒業後、日立製作所に入社。1936年ベルリンオリンピックでは大江季雄と2・3位を分け合い、帰国後にお互いのメダルを切断して「友情のメダル」を作成したことはつとに有名。このエピソードは、道徳の副読本に掲載されたこともある。
ベルリンオリンピックでの勇姿はレニ・リーフェンシュタールによる記録映画『オリンピア』にも収録されているが、実際の競技が夜にまで及び撮影ができず、後に撮影しなおしたものである。競技の当日、4m25cmで3人が並び順位決定戦の1本目で西田と大江の2位、3位が確定したが日没や日本人同士の順位争いだったため西田は二人で2位を分け合うことを望み打ち切りを提案する。結局4m25を1回目で飛んだ西田に銀が与えられたが、西田がこれを不服とし、表彰式で大江を2位の台に上げ自らは3位の台に立っている。帰国後に銀メダルを持ち帰った大江の兄が間違いに気付き西田の元にメダルを届けるが、悩んだ西田が知人の経営する宝石店で2つを切ってつなぎ合わせ、「銀・銅2色の友情のメダル」が誕生した。
西田は競技生活を終えた後も審判・監督職で活躍し、1959年には、日本陸上競技連盟理事長に就任した（後に日本陸上競技連盟名誉副会長に）。日本オリンピック委員会委員としては、1980年5月24日「モスクワオリンピック」参加不参加を問うJOC総会の投票で不参加に投票した。1989年には日本オリンピック委員会よりオリンピック・オーダー銀賞を受賞した。
西田の子息に学士プロの第1号としてプロゴルファーになった西田升平がいる。
1997年4月13日、心不全のため死去した。87歳没。現在も「西田修平・高橋公一記念国際室内棒高跳競技大会」が毎年開催されている。

## 関連書籍
- 『昭和十一年度版 帝国人事大鑑』帝国日日通信社、1935年。
- 『陸上競技読本』(日本陸上競技連盟普及部(編)、万有社、西田修平が棒高跳の項を執筆、1950）
- 『知ってるつもり?! 10　 心やさしき勝利者たち』（日本テレビ、1993/4、人見絹枝・嘉納治五郎・大江季雄・西田修平・バロン西・ベーブ・ルース・猫田勝敏を所収、ISBN 978-4820393016）